# Nakagomi Masayuki
Masayuki Nakagomi (sinh ngày 17 tháng 8 năm 1967) là một cầu thủ bóng đá người Nhật Bản.

## Sự nghiệp câu lạc bộ
Masayuki Nakagomi đã từng chơi cho Toshiba, PJM Futures và Avispa Fukuoka.